# فيليبو تورتو
فيليبو تورتو (من مواليد 15 يونيو 1998) هو عداء سباقات السرعة الإيطالي الذي حقق أفضل زمن شخصي له في سباق 100 متر وهو 9.99 ثانية، وهو أول إيطالي في التاريخ يكسر حاجز 10 ثوان، وثاني أسرع إيطالي في التاريخ بعد مارسيل جاكوبس. فاز بالميدالية الذهبية في سباق 100 متر في بطولة أوروبا لألعاب القوى تحت 20 سنة 2017 والميدالية الفضية في بطولة العالم لألعاب القوى تحت 20 سنة 2016. ركض سباق التتابع 4 × 100 متر للرجال في ألعاب القوى في الألعاب الأولمبية الصيفية 2020 مع الفريق الإيطالي الذي فاز بالميدالية الذهبية (خامس أسرع سباق تتابع على الإطلاق) في الألعاب الأولمبية الصيفية 2020 وفي بطولة أوروبا 2024، والميدالية الفضية في بطولة العالم لألعاب القوى 2023.
وعلى المستوى الفردي في سباق 200 متر، فاز بالميدالية الفضية في بطولة أوروبا 2024 والميدالية البرونزية في بطولة أوروبا 2022. يتم تدريبه من قبل والده، سالفينو تورتو، وهو عداء سابق في سردينيا انتقل إلى لومباردي.